# 菊池家住宅
菊池家住宅茶室（きくちけじゅうたくちゃしつ）は、東京都港区元麻布に所在する、1965年（昭和40年）建築の歴史的建造物（民家）。
菊池家住宅は、建築家・堀口捨己の晩年の設計によるもので、得意とした数寄屋造りの特徴を示した建物と考えられている。2009年（平成21年）に、国の登録有形文化財（建造物）に登録された。

## 文化財
登録有形文化財（建造物）
菊池家住宅茶室
登録年月日:2016年（平成28年）8月1日、種別:住宅/建築物、登録基準:造形の規範となっているもの。
年代:1965年（昭和40年）建築、1969年（昭和44年）改修、木造平屋建、瓦葺、建築面積150m2。
菊池家住宅茶室待合
登録年月日:2016年（平成28年）8月1日、種別:住宅/建築物、登録基準:造形の規範となっているもの。
年代:1965年（昭和40年）建築、木造平屋建、銅板葺、建築面積5.1m2。
菊池家住宅茶室門及び塀
登録年月日:2016年（平成28年）8月1日、種別:住宅/その他工作、登録基準:造形の規範となっているもの。
年代:1965年（昭和40年）建築、門 石造及び鉄筋コンクリート造、間口3.1m、塀 石造及び鉄筋コンクリート造、総延長52m、車庫付。

## 交通
鉄道
- 都営地下鉄大江戸線 - 麻布十番駅より徒歩10分
- 東京メトロ南北線 - 麻布十番駅より徒歩10分、東京メトロ日比谷線 - 六本木駅より徒歩15分